# 태풍 덴빈 (2017년)
태풍 덴빈 (TEMBIN) 은 2017년 12월 21일부터 12월 26일까지 활동했고 최저기압 970hPa를 기록한 2017년의 제27호 태풍이다. 필리핀에서 266명의 사망자를 내는 등의 극심한 피해를 주어 고이누로 제명되었다.

## 개요

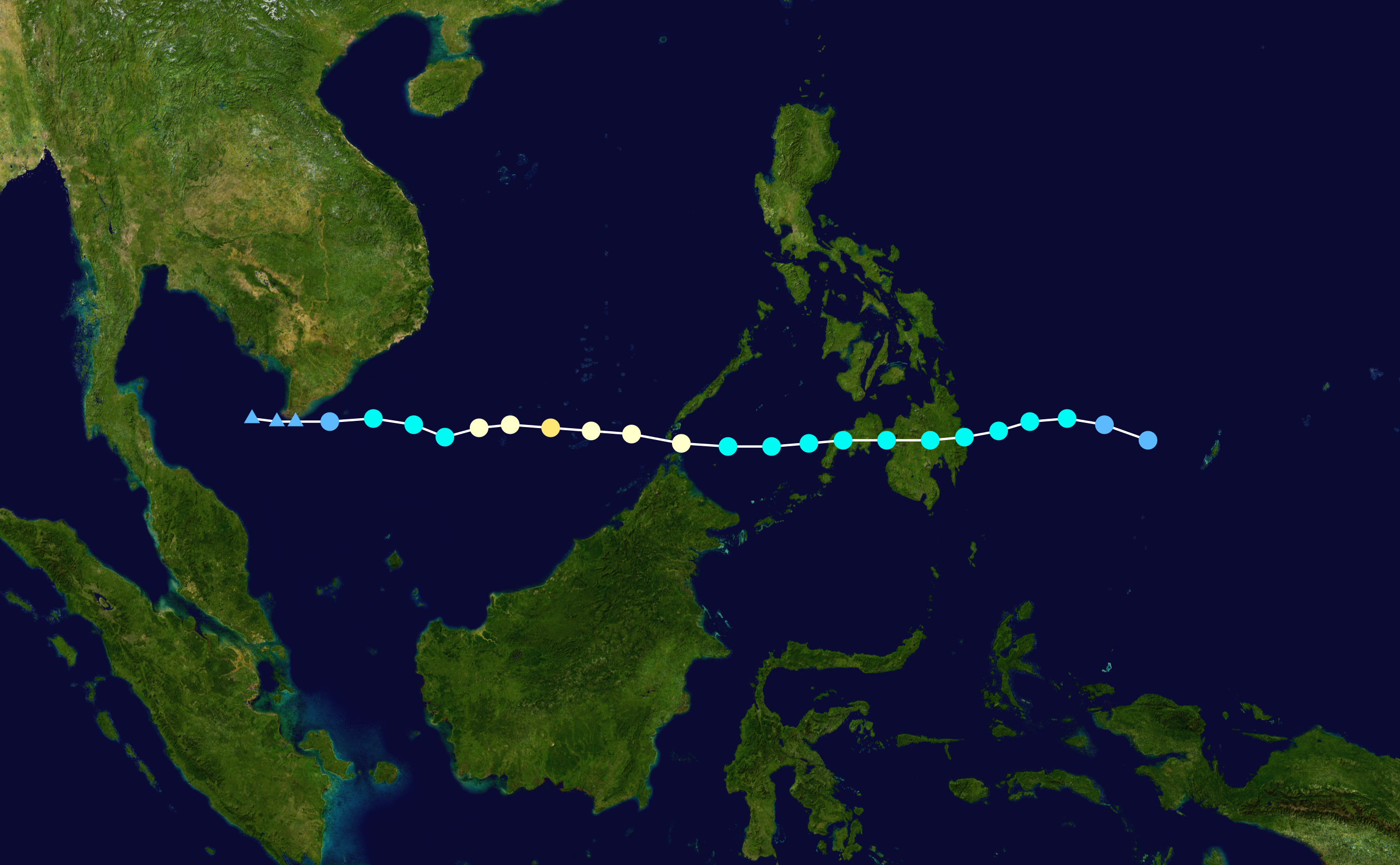
태풍 덴빈의 이동 경로

제27호 태풍 덴빈은 2017년 12월 21일 오전 3시에 발생한 태풍이다. 중심기압 1000hPa, 최대풍속 18m/s, 강풍 반경 170km, 크기 '소형'의 열대폭풍으로 필리핀 세부 동남동쪽 약 780km 부근 해상에서 발생하였다.
발생 이후 서~서남서진하면서 필리핀 남부 지방 민다나오섬을 관통하고 나서 남중국해에 진출한 뒤에 발달하였고, 12월 24일 오후 3시에 베트남 호치민 동남동쪽 약 780km 부근 해상에서 중심기압 975hPa, 최대풍속 36m/s, 강풍 반경 390km(북서쪽 반경)의 세력 '강', 크기 '중형'(일본 기상청 태풍정보 속보치 기준)의 태풍으로 최성기를 맞이하였다.
최성기 이후에는 서~서북서진하면서 베트남 남부 지방에 근접하며 급약화되었고, 일본 기상청 기준으로는 12월 26일 오전 9시에 베트남 호치민 남서쪽 약 364km 부근 해상에서 중심기압 1006hPa의 열대저압부로 소멸하였다.한국 기상청 기준으로는 12월 26일 오후 3시에 베트남 호치민 남서쪽 약 370km 부근 해상에서 중심기압 1004hPa의 열대저압부로 소멸하였다. 덴빈은 일본에서 제출한 이름으로 별자리 중에서 천칭자리를 의미한다.

## 같이 보기
- 태풍 린다
- 태풍 와시 (2011년)
- 태풍 장미 (2014년)